# Тарт тропезьен
Тарт тропезьен (от фр. tarte tropézienne), или просто тропезьен — французское пирожное из сахарной булочки (бриошь), разрезанной на две части и наполненной смесью двух кремов, ванильного и масляного. Семейный рецепт польского кондитера Александра Мицки. Процесс, позволяющий производить этот десерт, был предметом французской патентной заявки от 18 августа 1972 года.

## История
Приехав в Прованс в 1952 году, кондитер польского происхождения Александр Мицка решил открыть |пекарню в Сен-Тропе. Из Польши он привёз бабушкин рецепт булочек с кремом, которыми стал торговать в своей кондитерской. Согласно легенде, название рецепта появилось в 1955 году в Сен-Тропе во время съёмок фильма Роже Вадима «И Бог создал женщину» с Брижит Бардо в главной роли. Александр Мицка отвечал за приготовление пищи для съёмочной группы. Когда он представил свой десерт, актриса предложила назвать его «тарт де Сен-Тропе» (tarte de Saint-Tropez — «пирог из Сан-Тропе»). Кондитер изменил название на «тарт тропезьен» (tarte tropézienne — «тропезенский пирог»). В дальнейшем он зарегистрировал товарный знак и патент на производство десерта.
Когда Альбер Дюфрен сменил Александра Мицку на посту руководителя La Tarte Tropézienne, тот передал ему рукописный рецепт в картонной коробке для выпечки. Секретный рецепт, прославивший компанию, до сих пор хранится в сейфе. Его знают лишь три человека. Как и его предшественник, Альбер Дюфрен, присоединившийся к компании в 1985 году, сохранил секрет изготовления тропезьена и его высокий стандарт качества.
Ресторан и магазины Tarte Tropézienne до сих пор существуют в Сен-Тропе и на Лазурном берегу. Магазины и кондитерские открыты во многих городах Франции, в 2016 году компания освоила формат онлайн-торговли Click & Collect.
12 июня 2018 года во время обеда, который последовал за исторической встречей на высшем уровне между Дональдом Трампом и Ким Чен Ыном в Сингапуре, на десерт главам двух государств подали тропезьен.

## Ингредиенты
Тропезьены — булочки, посыпанные сахарным песком, наполненные смесью масляного крема и ванильного крема, возможно, приправленные флёрдоранжевой водой или, реже, ромом.